# Nicholas Marcellus Hentz

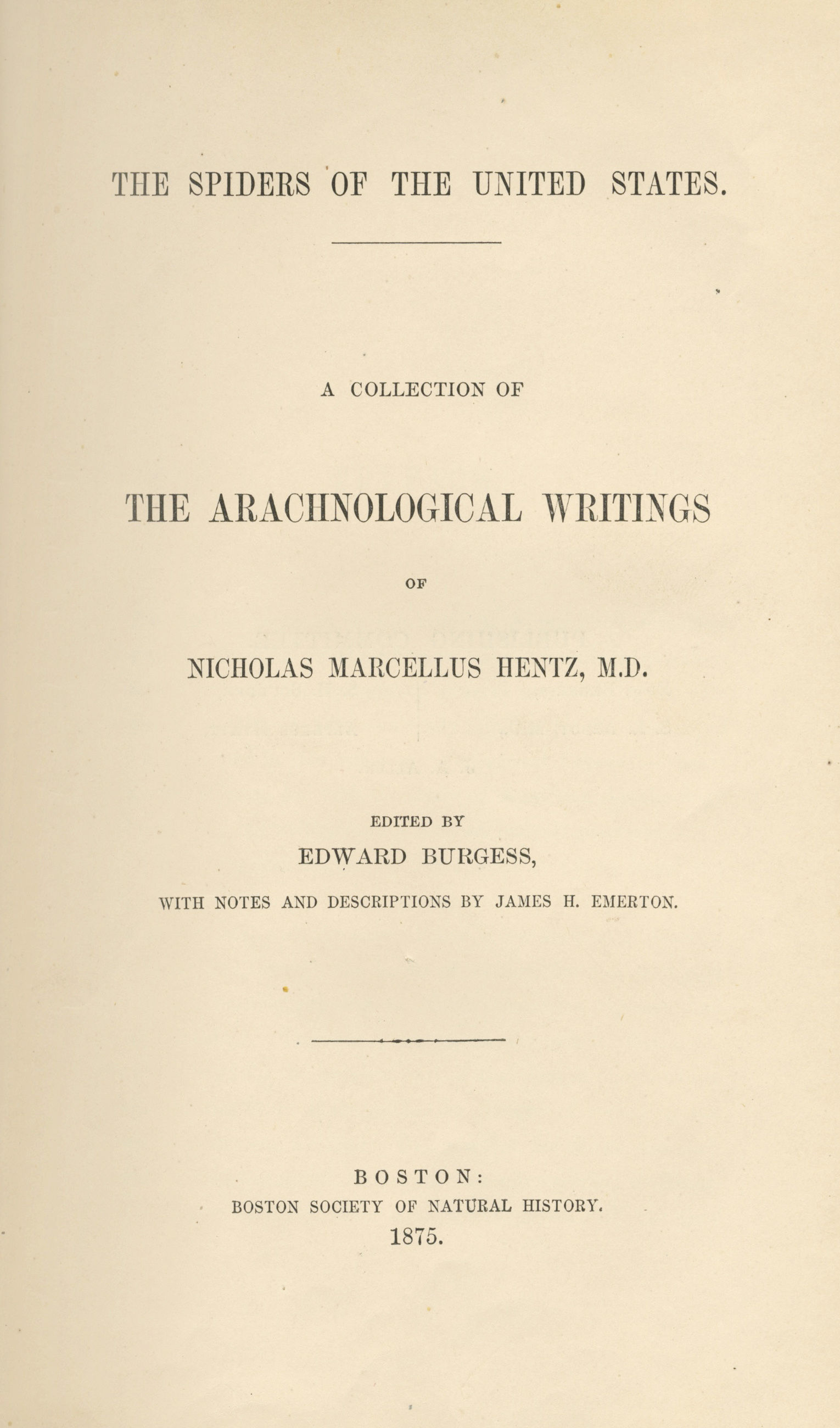
Frontispicio de The Spiders of the United States: A Collection of the Arachnological Writings of Nicholas Marcellus Hentz, M.D. (1875)

Nicholas Marcellus Hentz (abrevia Hentz) fue un docente, y aracnólogo estadounidense, originario francés (25 de julio de 1797, Versalles - 4 de noviembre de 1856, Marianna, Florida).
Hijo de un abogado y político, Hentz comenzó a estudiar medicina en la Universidad de París, pero su padre, tras la caída de Napoleón en 1816, fue exiliado y se trasladó a Estados Unidos. El profesor Hentz estuvo cambiando a menudo de ciudad durante toda su vida.
Es uno de los primeros a concentrarse en el estudio de las arañas de este país lo que le permite describir un gran número de especies nuevas.

## Abreviatura (zoología)
La abreviatura Hentz  se emplea para indicar a Nicholas Marcellus Hentz como autoridad en la descripción y taxonomía en zoología.